# Tangkubanparahu
Tangkubanparahu (nebo také Tangkuban Perahu) je aktivní sopka na indonéském ostrově Jáva, asi 30 km severně od bývalého hlavního města Bandung. 2 084 metrů vysoký stratovulkán, převážně andezitového a čedičového složení, leží na starší pleistocenní kaldeře Sunda s rozměry 6 × 8 km. Stáří Sundy se odhaduje na 40 tisíc let a její stěny nesou známky poškození způsobeného sopečnými erupcemi. Okolí Tangkubanparahu je oblíbenou turistickou lokalitou – hlavní atrakcí je vaření vajíček ve vroucích vodách termálních pramenů a jezírek. Během 19. a 20. století bylo zaznamenáno několik freatických erupcí. Poslední sopečná erupce proběhla v září roku 2019.

## Galerie

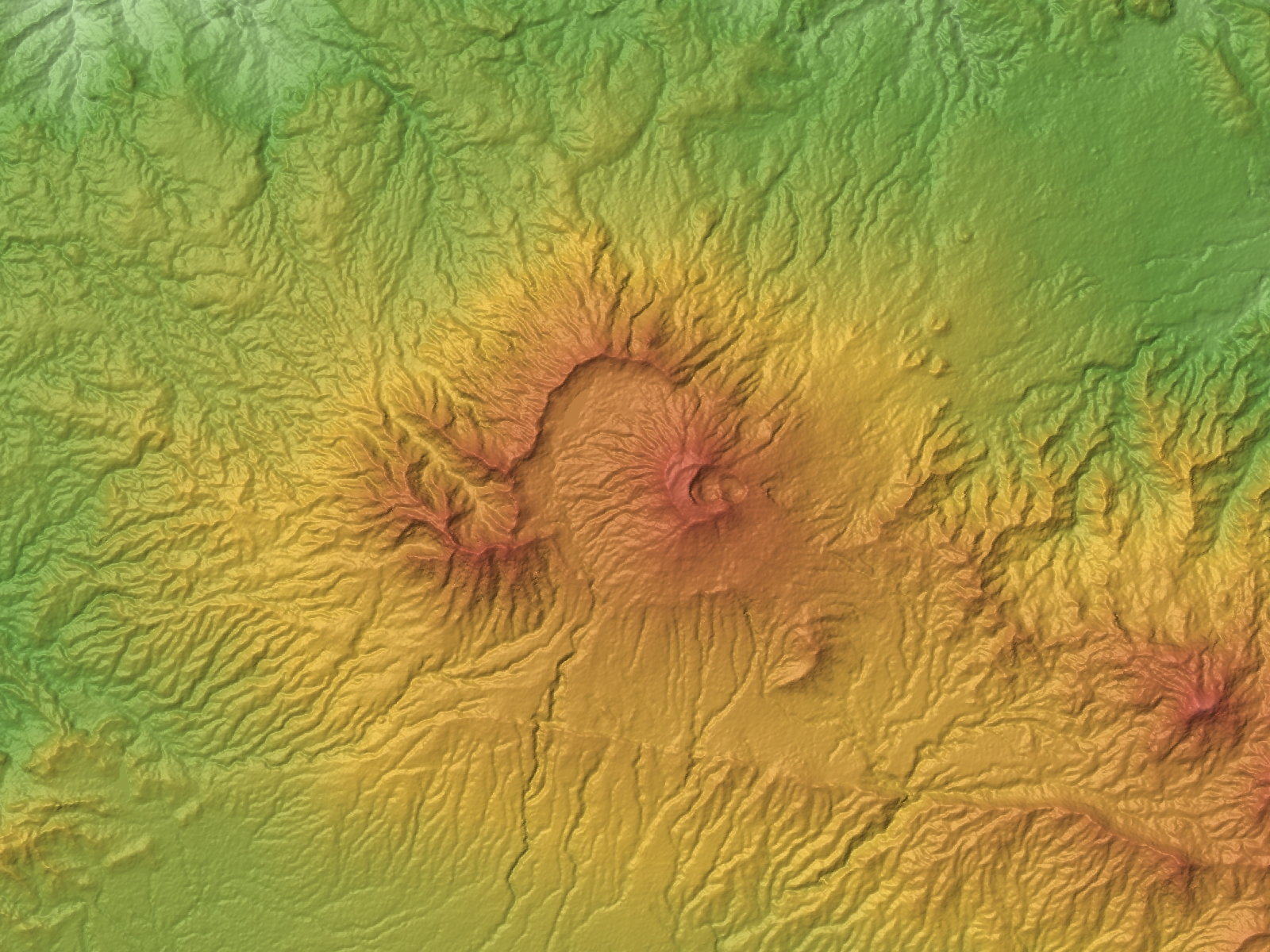
Reliéfní mapa.
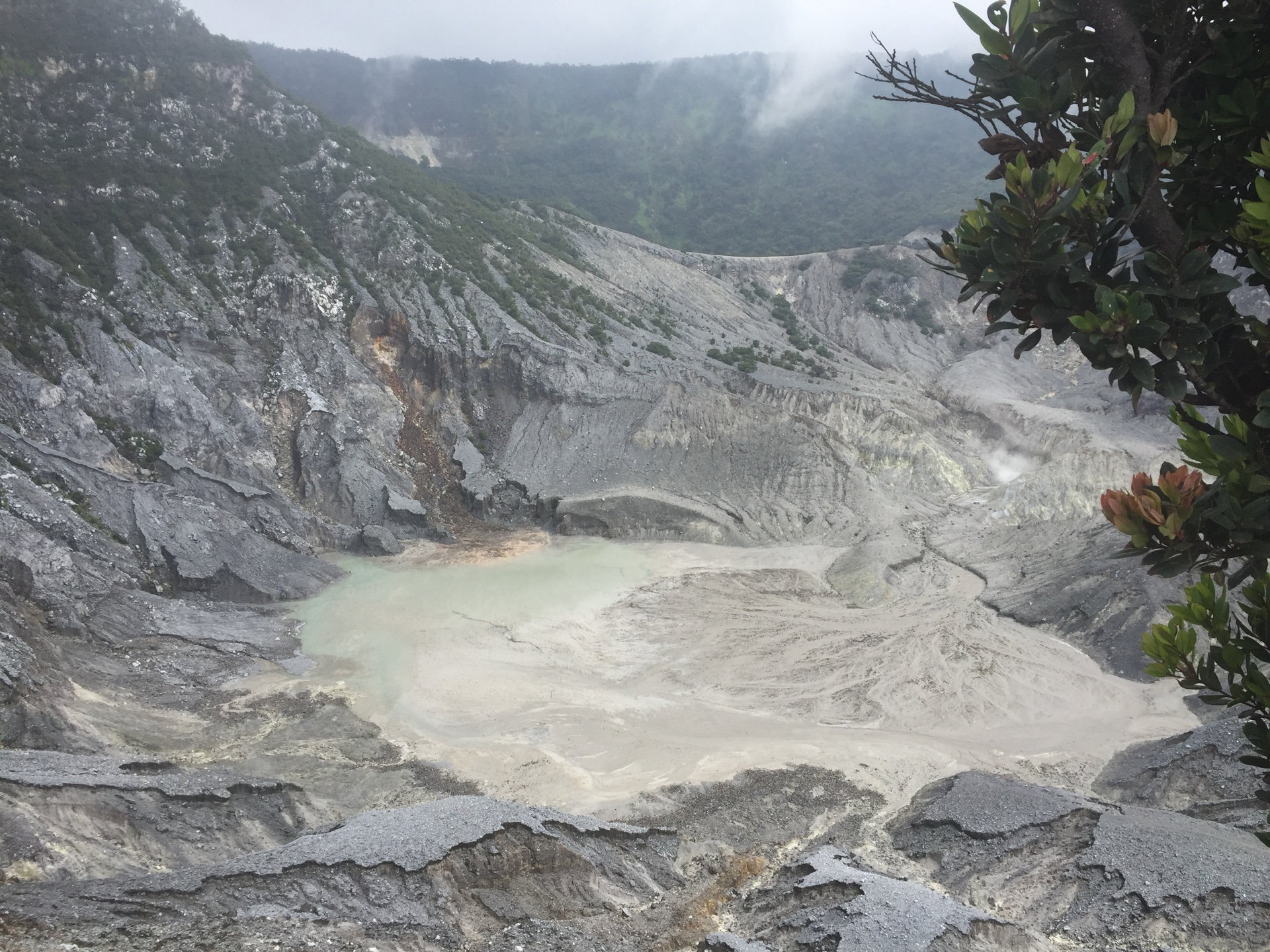
Kráter v roce 2016.
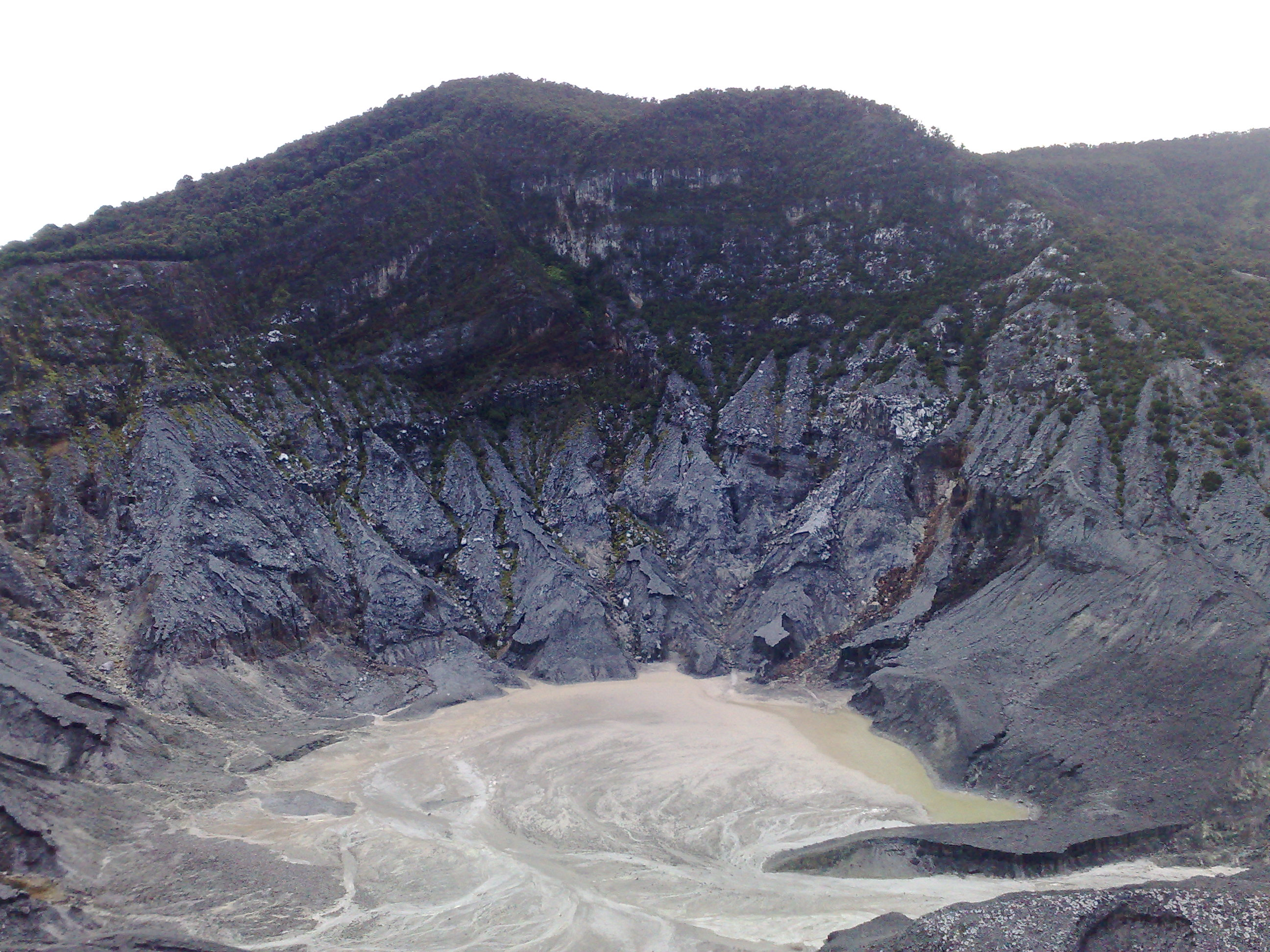
Kráter v roce 2008.